# Alice Oseman
Alice Oseman (Kent, 16 oktober 1994) is een Britse schrijfster, die young-adult fictie schrijft. Haar eerste contract met een uitgeverij heeft ze op haar 17e behaald, en ze heeft haar eerste boek, Solitaire, in 2014 uitgegeven. Ze is hiernaast ook de auteur van Radio Silence, I Was Born For This en de webcomic Heartstopper.

## Werken
Haar debuutroman, Solitaire, werd in 2014 gepubliceerd door HarperCollins na een biedingsstrijd. Het volgt het verhaal van Tori Spring, een pessimistische tiener, die Michael ontmoet, haar tegenpool- een ongelooflijke optimist. Ze proberen er achter te komen wie achter de streken op hun school zit, die steeds ernstiger worden. Andere personages zijn Charlie, die een ernstige eetstoornis heeft. De roman verkent thema's zoals vriendschap, psychische problemen en LGBT+ relaties. Een Nederlandse vertaling werd op 8 augustus 2023 gepubliceerd door Van Goor. Oseman publiceerde ook twee korte novelles (uitgegeven als E-boek), gebaseerd op personages uit haar debuutroman Solitaire: Nick en Charlie (juli 2015) en This Winter (november 2015).
In 2016 verscheen haar tweede roman, Radio Silence, in het Nederlands gepubliceerd als Radiosilte in 2024. De roman volgt Frances, een high-achiever wier leven draait om haar toelating tot Cambridge, en die het verlegen genie achter haar favoriete podcast ontmoet, Aled. Thema's zoals academische druk en LGBT+-relaties en identiteit staan centraal in de roman. Deze roman werd geprezen omdat hij personages van verscheidende etnische afkomsten, geslachten en seksualiteiten weergeeft. Oseman schreef eerder op haar Tumblr-blog over het belang van divers schrijven. Oseman ontving een 2017 de Zilveren Inky Award for young-adult-literatuur voor de roman.
Haar derde boek, I Was Born For This, werd gepubliceerd in mei 2018. Het volgt het verhaal van Fereshteh "Angel" Rahimi en Jimmy Kaga-Ricci. Het verhaal gaat over een band genaamd De Ark, en hun fandom.
Ze is ook de auteur en illustrator van de webcomic Heartstopper, die de romantische relatie volgt tussen Charlie Spring (broer van Tori Spring) en Nick Nelson, die allebei voorkomen in Solitaire. De webcomic werd gedrukt en gepubliceerd. Een verfilming hiervan verscheen op Netflix op 22 april 2022.
Osemans romans zijn geprezen omdat de verhaallijnen en karakters erg herkenbaar zijn voor tieners, en realistisch in de weergave van het moderne tienerleven. Haar eerste boek Solitaire werd vooral geprezen vanwege haar jonge leeftijd op het moment van de publicatie-deal, wat heeft geleid tot een BBC Breakfast interview op 22 juli 2014.
In 2018, vanwege de release van haar derde young adult roman, I Was Born For This, kregen al Osemans gepubliceerde boeken nieuwe, bij elkaar passende omslagen. De opnieuw ontworpen covers werden uitgebracht in mei, tegelijkertijd met het nieuwe boek. In februari 2024 kregen de boeken wederom een nieuwe omslag, deze keer ontworpen door Oseman zelf.
In juli 2020 publiceerde Oseman Loveless, een young adult roman gebaseerd op haar eigen ervaringen in haar studententijd. Dit boek verscheen op 29 juni 2022 in het Nederlands met de titel Liefdeloos.